# Besluit externe veiligheid inrichtingen
Het Besluit externe veiligheid inrichtingen (Bevi), is een Algemene Maatregel van Bestuur en legt veiligheidsnormen op aan overheden in Nederland die besluiten nemen over bedrijven die een risico vormen voor personen buiten het bedrijfsterrein. Het gaat daarbij om bijvoorbeeld chemische fabrieken, lpg-tankstations en spoorwegemplacementen waar goederentreinen met gevaarlijke stoffen rangeren. Deze bedrijven verrichten soms risicovolle activiteiten dicht bij huizen, ziekenhuizen, scholen (zogenaamde kwetsbare objecten) of in de buurt van winkels, horeca-gelegenheden en sporthallen (beperkt kwetsbare objecten). Daardoor ontstaan risico's voor mensen die in de buurt ervan wonen of werken. Het besluit wil die risico's beperken. Het besluit verplicht gemeenten en provincies wettelijk bij het verlenen van milieuvergunningen en het maken van bestemmingsplannen met externe veiligheid rekening te houden. Dit betekent bijvoorbeeld dat woningen op een bepaalde afstand moeten staan van een bedrijf dat werkt met gevaarlijke stoffen.
Het besluit werd op 10 juni 2004 in de Staatsblad gepubliceerd. Het besluit is - op enkele onderdelen na - op 27 oktober 2004 in werking getreden. Tegelijkertijd met het besluit treedt een ministeriële regeling in werking waarin onder meer veiligheidsafstanden tot kwetsbare en beperkt kwetsbare objecten zijn opgenomen voor bedrijven met standaardrisico's, zoals lpg-tankstations. Die regeling bevat verder regels die nodig zijn voor een goede werking van het besluit, zoals rekenregels. Regeling externe veiligheid inrichtingen (Revi) schrijft met dit doel een bepaalde versie van rekenpakket Safeti-NL voor.
Het Bevi vloeit voort uit de Wet milieubeheer.